# Dystroglycan
Dystroglycan ist ein Glycoprotein, das als Dystroglycankomplex den zentralen Bestandteil des Dystrophin-Glykoproteinkomplexes bildet. Erstmals kloniert wurde es im Zuge der Erforschung von Grundlagen muskulärer Dystrophien.

## Expression und Struktur
Es wird vom Gen DAG1 auf zwei Exonen codiert, die durch ein großes Intron voneinander getrennt sind. Durch das Spleißen entstehen so zwei Untereinheiten: α- bzw. β-Dystroglycan. Dabei zeichnet sich das 156 Kilodalton große, hochglykosylierte und extrazelluläre α-Dystroglycan durch einen N-Terminus aus, wohingegen das nur 43 Kilodalton große und wenig glykosylierte Transmembranprotein β-Dystroglycan über einen C-Terminus verfügt. Der Grand an Glykosylierung ist dabei spezifisch für das jeweilige Gewebe und den Entwicklungsstand reguliert. Beide werden jedoch nur durch eine einzige, 5,8 kb große mRNA erzeugt, die zunächst für ein 95 Kilodalton großes Vorläuferprotein codiert, das erst diverse Umwandlungsschritte durchläuft, bevor daraus das α- und β-Dystroglycan entstehen. Dystroglycan wird in sehr vielen adulten und fetalen Geweben exprimiert.

## Funktion
α- und β-Dystroglycan zusammen bilden den Dystroglycankomplex, das zentrale Element des Dystrophin-Glykoproteinkomplexes. Dabei ist die Glykosylierung des Dystroglycans von entscheidender Bedeutung für die Interaktion mit den Bindepartnern und so auch für die Gestalt des gesamten Dystrophin-Glykoproteinkomplexes: Die EZM (extrazelluläre Matrix)-Moleküle  Agrin, Perlecan und noch verschiedene Laminine werden abhängig von Calcium über Laminin-G ähnliche (LG-)Domänen an die Zuckerseitenketten von α-Dystroglycan gebunden. Unabhängig von solchen Zuckerresten sind dagegen die folgenden Interaktionen/Bindungen: Die Bindung von Biglycan an α-Dystroglycan, die Interaktion von α-Dystroglycan über eine 35 Aminosäuren umfassende Domäne in seinem C-Terminus mit dem extrazellulären N-Terminus von β-Dystroglycan und wichtiger die Bindung von Dystrophin an das Prolin reiche, N-terminale Ende von β-Dystroglycan über eine WW-Domäne, die zusätzlich durch Dystrophin verstärkt wird. Diese Interaktion mit Dystrophin kann durch Tyrosinphosphorylierung im intrazellulären C-terminalen Teil von β-Dystroglyca reguliert werden. Die Verbindung des Dystrophin-Glykoproteinkomplexes mit dem Zytoskelett geschieht über die Bindung von F-Aktin an den N-terminalen Bereich von Dystrophin. Zusammen genommen bedeuten diese Proteinbindungen eine Verbindung der extrazellulären Matrix mit dem Zytoskelett und damit eine deutliche Verstärkung der Muskelfaser, die es ihr ermöglicht die Kräfte, die bei einer Muskelkontraktion auf die Zellmembran wirken, zu kompensieren.

## Klinischer Bezug
Wird Dystroglycan abnormal glykosyliert, hat das verschiedene Muskeldystrophien zur Folge, die von leichten bis hin zu schweren Formen mit Anomalien der Augen und des Gehirns reichen können. Für eine solche abnormale Glykosylierung konnten bislang Mutationen in sechs verschiedenen Genen verantwortlich gemacht werden: POMT1, POMT2, POMGNT1, FKTN, FKRP und LARGE. Diese Abnormalien bezeichnet man auch als Dystroglycanophathie (engl. „dystroglycanophathy“). Speziell Mutationen am FKTN-Gen können zur sogenannten Muskeldystrophie Typ Fukuyama (engl. „Fukuyama congenital muscular dystrophy“) führen, weil dadurch α-Dystroglycan mangelhaft glykosyliert wird, oder zur Muskel-Auge-Gehirn-Krankheit, oder zum Walker-Warburg-Syndrom führen.